# Goroke
Goroke – miasto w Australii, w stanie Wiktoria.